# Enis Gavazaj
Enis Gavazaj, född den 21 mars 1995 i Prizren i FR Jugoslavien (nuvarande Kosovo), är en fotbollsspelare som spelar för belgiska KAA Gent.
Gavazaj tillbringade sin barndom i Kosovos huvudstad Pristina och spelade för de lokala lagen KF Liria och FK Pristina. Efter ett bud från KAA Gent och Borussia Dortmund skrev han under ettårigt kontrakt med KAA Gent den 9 augusti 2013. Han spelade för klubbens U19-lag fram till januari 2014.
Han fick sin debut för KAA Gent i en ligamatch mot KRC Genk den 26 januari 2014.